# A Palaver
A Palaver – Architektur im Radio ist eine Österreichische Radiosendung und Podcast zu Themen der Architektur, der Baukultur und des Städtebaus. Die etwa eine Stunde lange Sendung wurde bis Mai 2022 an jedem ersten Montag im Monat  ausgestrahlt – in Folge einer Programmreform ist der terrestrische Sendetermin ab Juni 2022 jeweils der erste Dienstag im Monat ab 14:00 auf Radio Orange 94.0 sowie jeder dritte Donnerstag im Monat ab 14:00 Uhr auf Radio Freirad 105.9.
Seit 2004 werden die Sendungen gleichzeitig mit der Ausstrahlung auch als Podcast über die eigene Website und im „Cultural Broadcasting Archive“ der freien Radios in Österreich publiziert. Das Onlinearchiv umfasst – frei zugänglich – die meisten Ausgaben der Sendereihe.

## Geschichte
Gegründet wurde das Format nach der gemeinsamen Organisation der ersten Studentenkonferenz changing strategies im Jahr 2001 am Institut für Hochbau und Konstruktion der Technischen Universität Wien im Jahr 2002 von den beiden Architekten Bernhard Frodl und David Pašek, die diese hauptverantwortlich und ehrenamtlich produzierten. Mitte 2021 zog sich Bernhard Frodl als aktiver Radiomacher zurück und die Reihe wurde bis März 2024 von David Pašek weiter allein weiter geführt. Seit April 2024 besteht das Redaktionsteam aus Kathrin Huber und David Pašek.
Zu Beginn der Sendereihe lag der Fokus auf der jungen Architekturszene, danach folgte eine Serie von Stadtdokumentationen im Umfeld von Wien. Seit jeher versucht A Palaver jenen Themen und Protagonisten eine Plattform zu bieten, die in der Medienwelt vielfach weniger Beachtung finden.

## Format und Gäste
A Palaver nutzt das Medium Hörfunk, um sich mit Inhalten, Konzepten, Ideen und Geschichten, Wünschen und Träumen im Architektur-Umfeld zu beschäftigen. Das Format der Sendung ist meist ein informelles, aber tiefgreifendes Gespräch mit unterschiedlichen Persönlichkeiten aus Kunst und Architektur. Darüber hinaus werden Initiativen, Ausstellungen, Forschungsprojekte oder Publikationen, die sich thematisch mit Architektur beschäftigen, präsentiert und besprochen.

## Eigene Initiativen und Veranstaltungen
- 2005: Teilnahme an der Ausstellung „Die wahren Werte“ im Künstlerhaus Wien
- 2005: Architektonische Gestaltung der Büro- und Studioräumlichkeiten von Radio Orange 94.0 beim Umzug in die Klosterneuburger Straße
- 2007: Ausstellung „Designpalaver“ im Rahmen der Vienna Design Week in der Walking Chair Gallery
- 2010: Veranstaltungsserie „homage to Jan Kaplický/future systems“ mit Unterstützung des tschechischen Zentrums in Wien, dem Institute of Architecture an der Universität für angewandte Kunst Wien und dem Filmcasino
- 2011: Filmpremiere Jan Kaplický–EYE OVER PRAGUE (Oko nad Prahou) in Wien in Partnerschaft mit der ArchFilm Matinée Filmcasino und dem tschechischen Zentrum in Wien

## Kooperationen
A Palaver hat oder hatte thematische Kooperationen mit der Architekturzeitschrift architektur.aktuell, dem Magazin für Architektur und urbanes Leben QUER, dem Architekturzentrum Wien sowie weiteren österreichischen Institutionen, die sich mit Architektur beschäftigen.
Seit 2015 begleitet A Palaver das interdisziplinäre Lehrveranstaltungsformat „Field Trips in Public Space“ am future.lab der Fakultät für Architektur und Raumplanung der Technischen Universität Wien.
A Palaver ist seit 2018 Medienpartner von aip – architecture in progress.

## Organisationsform
2016 wurde der gleichnamige Verein zur Förderung von Qualität in Architektur, Baukunst, Baukultur, Urbanismus, gestalteter Umgebung und Design mit Sitz in Wien gegründet.

## Kennung
Die Kennmelodie der Sendung wurde im Jahr 2002 von Alexander J. Eberhard komponiert.